# Bitzeit
Die Bitzeit bezeichnet bei großen Computernetzwerken die Zeit, in der genau ein Bit vom Sender zum Empfänger gesendet werden kann. Sie entspricht dem Bitintervall, das den zeitlichen Abstand zwischen zwei Bits angibt.
Damit der Empfänger eine binäre 1 oder 0 lesen kann, muss es ein festes Intervall geben, in dessen Segmenten der logische Zustand eines Bits bestimmt werden kann. Im einfachsten Fall entspricht der logische Zustand eines Bits auch dem Pegel auf der physikalischen Leitung. Es gibt aber auch andere digital-verbesserte Leitungscodierungen.
Die Übertragungszeit entspricht dem Produkt aus der Anzahl der gesendeten Bits und dem Bitintervall für die betreffende Technologie. So beträgt das Bitintervall in einem 10-MBit-Ethernet 100 ns (denn 10 MBits/s = 10^7 Bit/s = 1 Bit/0,000 000 1 s = 1 Bit/100 ns); 1 Byte sind 8 Bits, die Übertragungszeit für 1 Byte wäre also 800 ns. Die Mindestframegröße des kleinsten zulässigen 10BASE-T-Frames, damit CSMA/CD funktioniert, beträgt 64 Byte; eine Übertragung würde also 64 Byte × 800 ns/Byte = 51.200 ns = 51,2 Mikrosekunden dauern.
Bei allen Ethernet-Datenübertragungsraten von 1000 Mbit/s oder weniger kann die Übertragung nie langsamer sein als die Zeitkanaleinheit (Slot Time). Die Zeitkanaleinheit beträgt:
- für 10 Mbit/s- und 100 Mbit/s-Ethernet: 512 Bitintervalle – also 51,2 Mikrosekunden
- für 1000 Mbit/s-Ethernet: 4096 Bitintervalle = 512 Byte – also 409,600 Mikrosekunden.